# 関西大学システム理工学部
関西大学システム理工学部（かんさいだいがく システムりこうがくぶ、英称: Faculty of Engineering Science）は、関西大学に設置されている学部の一つ。千里山キャンパスに本部を置く。
なお、関連する大学院は同大学大学院の場合、理工学研究科に修士課程システム理工学専攻と博士課程総合理工学専攻に関連する4分野が設けられており、合わせて紹介する。

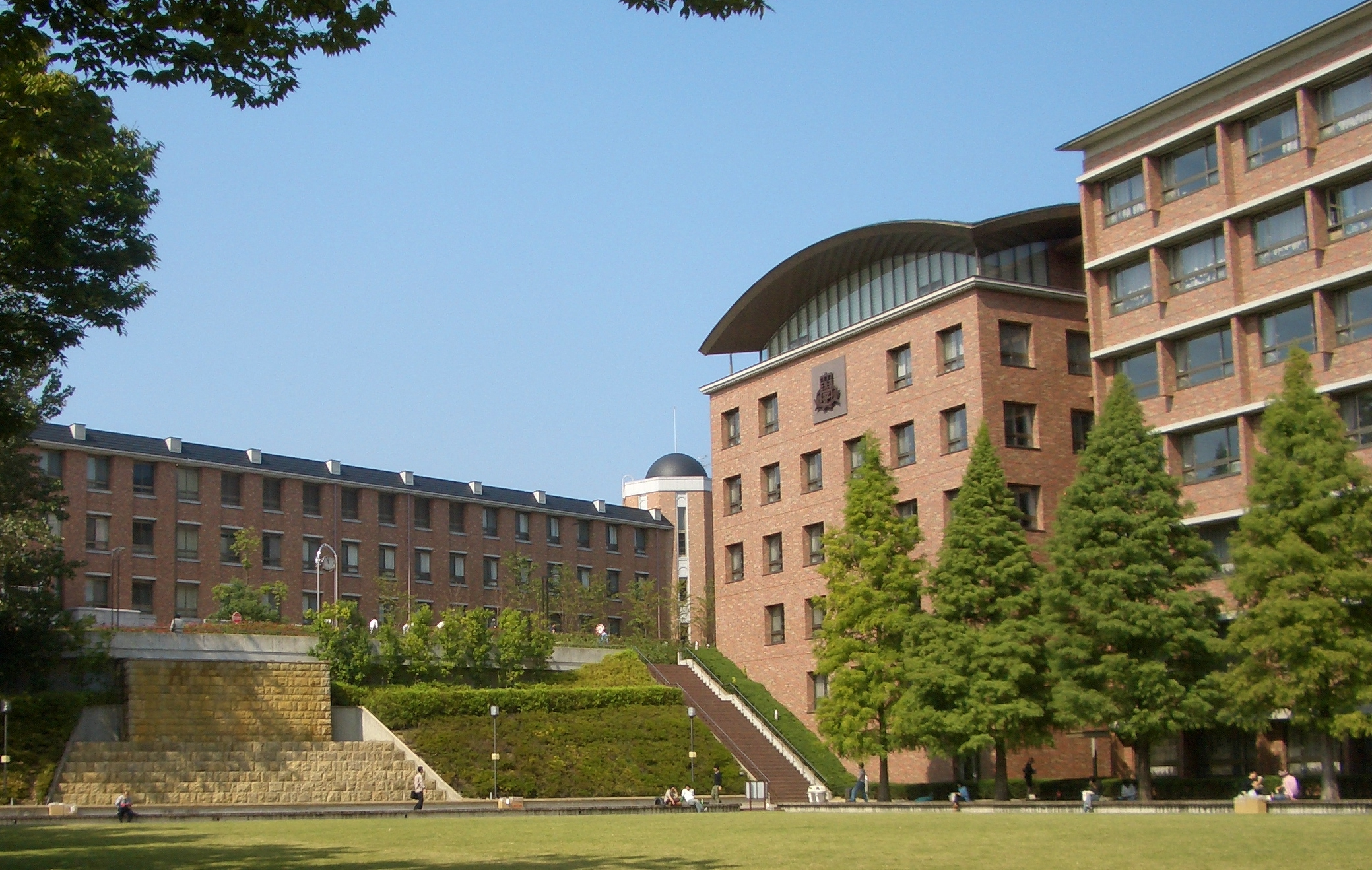
千里山キャンパス

## 概略
2007年（平成19年）に誕生した関西大学システム理工学部は、「システム = しくみ」の原理について考える「理学系分野」と、その原理を応用・工夫する「工学系基幹分野」を教育・研究の対象とする「数学科」「物理・応用物理学科」「機械工学科」「電気電子情報工学科」の4学科で構成される。
システム理工学部の掲げるコンセプトは、「安全で質の高い生活を目指して持続的に発展を続けるための高度で信頼できる『しくみ』の創造」。
関西大学システム理工学部では、時代の変化に流されない確かな技術力と応用力を身に付け、システムの構築・創成・改良・維持管理のニーズに対して適切に対応できる優れた技術者を育成する教育プログラムを用意している。その一つとして、モノづくりに精通したAI・IoT系の技術者を育成する「データサイエンティスト育成プログラム」と、グローバル社会で活躍できる人材を育成する「グローバル人材育成プログラム」を用意している。

## カリキュラム
- 数学科では高校までの数学の内容をマスターし、数理科学に興味があり、計算だけではなく数学の論理的構造をじっくり学ぶこと、さまざまな事象に内在する本質を見ぬく洞察力を養成したい学生たちに、代数学、幾何学、解析学、統計学、など純粋数学から応用数学まで基礎が身につくような学習プログラムを用意している。

- 物理・応用物理学科は、極微の素粒子から物質、生物、そして宇宙全体までを対象にする物理学をベースに、ロケットなどの宇宙開発、スマートフォンなどの電子機器開発、情報技術など身の回りにある技術の研究・開発することを目指していいる。学生が効果的に学習できるように、「基礎・計算物理コース」と「応用物理コース」を用意した。

- 機械工学科では、多種多様な機械装置の原理を理解し、それを応用できる技術や、その問題解決能力を身につけることを目標とする。機械製作に必要な材料や力学特性、エネルギー変換の原理と技術、運動や振動現象などについて理解するとともに、機械を構成する要素や機構の設計、組み立て方法、更に情報・計測・制御の基礎理論についても学習する。

- 電気電子情報工学科では、電気電子工学及び情報工学を中心に幅広い知識と技術を身につけ、社会に貢献できる人材を育成する教育・研究を目指している。まず、電気エネルギーの発生や輸送、トランジスタやICなどの半導体、インターネットや携帯電話、人工知能、ロボット、画像・音の処理などの基礎知識と技術を幅広く学び、電気・電子回路の仕組みを理解する実験やプログラミングの演習を通じて実践的な能力を身につけていく。大学3年次から。「電気電子工学コース」、「情報通信工学コース」、「応用情報工学コース」の3コースに分かれて専門分野をさらに学んでいく。

## 沿革
- 1958年（昭和33年）
  - 4月 - 工学部を設置（天六学舎）。経済・政治研究所を開設。
  - 10月 - 名神高速道路の千里山通過反対運動起こる（～1962年）。

- 1959年（昭和34年）
  - 3月 - 短期大学部廃止。

- 1960年（昭和35年）
  - 3月 - 旧制関西大学廃止。
  - 4月 - 工学部管理工学科を設置。
  - 9月 - 工学部を千里山学舎に移転。

- 1961年（昭和36年）
  - 11月 - 第1回千里祭を開催。

- 1962年（昭和37年）
  - 3月 - 誠之館竣工。

- 1963年（昭和38年）
  - 4月 - 工学部に機械工学第二学科、応用化学科を増設。

- 1964年（昭和39年）
  - 3月 - 工業技術研究所を開設。
  - 9月 - 専門図書館（千里山）開館。

- 1990年（平成2年）
  - 4月 - 工学部に生物工学科を増設、金属工学科を材料工学科と改称。

- 1991年（平成3年）
  - 4月 - 工学部機械工学第二学科を機械システム工学科と改称。

- 2003年（平成15年）
  - 4月 - 工学部材料工学科を先端マテリアル工学科、土木工学科を都市環境工学科と改称。第二部を廃止し、フレックス（昼夜開講制）を導入。

- 2007年（平成19年） - 工学部をシステム理工学部・環境都市工学部・化学生命工学部へ再編。

## 学部組織
システム理工学部
- 数学科
- 物理・応用物理学科
  - 基礎・計算物理コース
  - 応用物理コース
- 機械工学科
- 電気電子情報工学科
  - 電気電子工学コース
  - 情報通信工学コース
  - 応用情報工学コース

## 大学院
理工学研究科
- システム理工学専攻/総合理工学専攻
  - 数学分野
  - 物理・応用物理学分野
  - 機械工学分野
  - 電気電子情報工学分野

## 学部長
- 前田裕（2008年 - 2012年）
- 梶川嘉延（2022年 - ）

## 関連組織
- 関西大学先端科学技術推進機構 (ORDIST)

## 交通アクセス
千里山キャンパス（大阪府吹田市山手町3-3-35）
- 阪急電鉄千里線「関大前駅」で下車して、徒歩数分。